# Daniel Walker Howe
Daniel Walker Howe, né le 10 janvier 1937 à Ogden aux États-Unis, est un historien américain. Il est spécialiste de l'histoire des États-Unis, et plus précisément d'histoire religieuse et intellectuelle, ainsi que professeur d'histoire à l'université d'Oxford et à l'université de Californie à Los Angeles. 
Il remporte en 2008 le prix Pulitzer d'histoire pour son ouvrage What Hath God Wrought: The Transformation of America, 1815-1848. Il est président de la Société d'historiens des débuts de la république américaine (Society for Historians of the Early American Republic) en 2001, et est membre de l'Académie américaine des arts et des sciences et de la Royal Historical Society.

## Biographie
Il fait sa scolarité au East High School  à Denver. Il obtient son diplôme de licence à l'université Harvard en histoire américaine et littérature en 1959. Il devient docteur en histoire à l'université de Californie à Berkeley en 1966. Il réalise ensuite en 1965 un master au Magdalen College d'Oxford en 1960, où il étudie l'histoire moderne. .
Il enseigne à Yale de 1966 à 1973, à l'université de Californie à Los Angeles de 1973 à 1992, où il préside le département d'histoire, et à l'université d'Oxford de 1992 à 2002. En 2011, il enseigne durant un semestre en tant que professeur invité au Wofford College de  Spartanburg, Caroline du Sud.
En 1989-1990, il est le professeur d'histoire "Harold Vyvyan Harmsworth" à l'université d'Oxford (Harold Vyvyan Harmsworth Professor of American History) et membre du Queen's College. En 1992, il devient membre permanent de la faculté d'histoire d'Oxford et membre fellow du St Catherine's College d'Oxford, jusqu'à sa retraite en 2002. Il est aussi membre honorifique du Brasenose College.
Il est élu membre de l'American Antiquarian Society en 2008.
Il remporte en 2008 le prix Pulitzer d'histoire pour son ouvrage paru l'année précédente et intitulé What Hath God Wrought,,, livre également récompensé la même année par le prix American History Book, décerné par la New-York Historical Society. Il est élu membre de l'American Antiquarian Society en 2008.
Il vit à Sherman Oaks, en Californie, est marié et père de trois enfants.

## Publications
- The Unitarian Conscience: Harvard Moral Philosophy, 1805-1861 (Harvard University Press, 1970)
- Victorian America (University of Pennsylvania Press, 1976)
- The Political Culture of the American Whigs (University of Chicago Press, 1979)
- Making the American Self: Jonathan Edwards to Abraham Lincoln (Harvard University Press, 1997)
- What Hath God Wrought: The Transformation of America, 1815-1848 (Oxford University Press, 2007, coll. Oxford History of the United States, vol. 5).